# غزوه ذی‌قرد
غزوه ذی‌قَرَد که به ذات‌قرد نیز خوانده شده، یکی از غزوات محمد است که در منطقه‌ای نزدیک به خیبر رخ داده‌است. بر اثر این واقعه، فرزند ابوذر غفاری به نام ذر کشته شد و همسر ابوذر به اسارت درآمد.

## مکان و زمان
در مشخص کردن تاریخ دقیق وقوع این غزوه، بین تاریخ‌نگاران، اختلاف نظر وجود دارد. برخی چون ابن سعد، وقوع آن را در ربیع‌الاول و برخی دیگر چون واقدی، ان را در ربیع‌الثانی نقل کرده است. در این بین ابن هشام و ذهبی نیز ماه جمادی‌الاولی را برای وقوع این جنگ بیان کرده‌اند. در سال وقوع این غزوه، اکثر منابع سال ششم را ذکر کرده‌اند. این غزوه پس از غزوه بنی‌لحیان و قبل از صلح حدیبیه رخ داده است، هر چند برخی معتقدند که این غزوه پس از صلح حدیبیه رخ داده است.

## علت
بر اساس آنچه ابن هشام نقل می‌کند، پس از آنکه محمد از غزوه بنی لحیان به مدینه بازگشت، عیینة بن حصن با چهل سوار از قبیله غطفان به غابه حمله کرده و بیست شتر محمد را دزدیدند. ابوذر که مسئولیت شتران محمد را برعهده داشت، پسرش ذر را در این واقعه از دست داد و همسرش لیلی نیز به اسارت غارت‌گران درآمد. سلمة بن عمرو که در بالای گردنه ثنیة الوداع بود، از ماجرا آگاه شد و اهالی مدینه را از اتفاق افتاده آگاه نمود و به سوی غارتگران روانه شد. محمد با اطلاع از واقعه، با جمله «یا خیل الله ارکبی» اهالی مدینه را به یاری وی فراخواند.
بنا به گزارشی، این واقعه را ابوذر غفاری به اطلاع محمد رساند و محمد به همراه هفتصد نفر به غایه لشکرکشی کرد.

## ماجرای غزوه
محمد در صبح روز بعد، لباس رزم پوشیده و مقداد بن عمرو را به تعقیب غارتگران فرستاد. سپس هفت سوار را به فرماندهی سعد بن زید اسهلی به سمت غابه فرستاد. محمد خود نیز به همراه پانصدتن به سمت ذی‌قرد حرکت کرد. در نبود محمد، عبدالله بن ام‌مکتوم جانشین محمد در مدینه و سیصدتن از خزرجیان به پاسداری از مدینه پرداختند.
با رسیدن محمد به ذی‌قرد و آغاز درگیری، ده شتر از غارتگران بازپس گرفته شد و دو تن از مسلمانان و تعدادی از غارتگران کشته شدند. یکی از کشتگان مسلمان محرز بن نضلة بن عبدالله بود. سلمة بن اکوع در این واقعه از خود رشادت‌های فراوانی نشان داد تواسنت به تنهایی، تعدادی از شترهای به غنیمت گرفته را بازگرداند.
باقیمانده غارتگران نیز به غطفان فرار کردند و محمد از تعقیب آنها منع کرد. محمد به همراه مسلمانان به مدینه عزیمت کردند. در این بین همسر ابوذر نیز از غفلت دشمن استفاده کرده و سوار بر شتری از دست آنان گریخته و خود را به مدینه رساند. رفت و بازگشت محمد به این غزوه، پنج شبانه روز به طول انجامید.

## نذر شتر
پس از آنکه زن ابوذر غفاری یا به نقلی (زنی از قبیله غفار که به اسارت گرفته شده بود) توانست توسط یکی از شتران محمد از دست غارتگران بگریزد و به مدینه بازگردد، به محمد گفت: من نذر کردم که وقتی توسط این شتر نجات یافتم، آن را در راه خدا قربانی کنم. محمد در پاسخ به وی گفت: تو از مال دیگری نمی‌توانی نذر کنی.